# Charles Van Den Born
Louis Charles Édouard Maurice Van Den Born (11 de julio de 1874-24 de enero de 1958) fue un deportista belga que compitió en ciclismo en la modalidad de pista. Ganó una medalla de bronce en el Campeonato Mundial de Ciclismo en Pista de 1908, en la prueba de velocidad individual.

## Medallero internacional
| Campeonato Mundial | Campeonato Mundial | Campeonato Mundial | Campeonato Mundial       |
| Año                | Lugar              | Medalla            | Competición              |
| ------------------ | ------------------ | ------------------ | ------------------------ |
| 1908               | Berlín (Alemania)  | Medalla de bronce  | Velocidad individual (P) |